# Andrei Zelevinsky

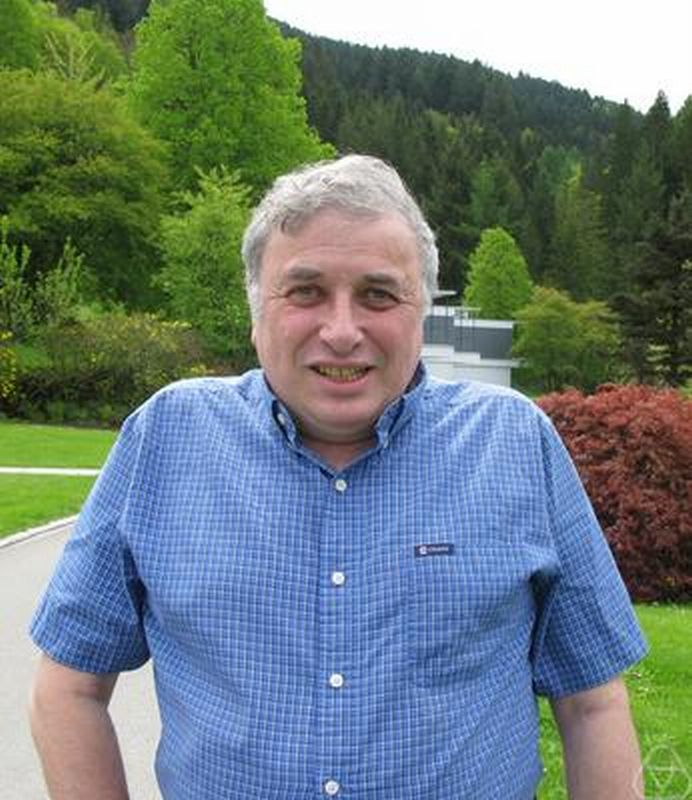
Andrei Zelevinsky (2010)

Andrei Vladlenovich Zelevinsky (russisch Андрей Владленович Зелевинский / Andrei Wladlenowitsch Selewinski; * 30. Januar 1953; † 10. April 2013) war ein russisch-US-amerikanischer Mathematiker, der sich mit Darstellungstheorie, algebraischer Geometrie, algebraischer Kombinatorik (und Kombinatorik von Polyedern), Quantengruppen und hypergeometrischen Funktionen befasste.

## Leben
Zelevinsky besuchte die Mathematische Schule Nr. 2 in Moskau und studierte Mathematik an der Lomonossow-Universität, wo er 1974 seinen Abschluss machte und 1978 promoviert wurde. In Moskau gehörte er zum Kreis um Israel Gelfand, mit dem er später auch ein Buch veröffentlichte (an dem sie seit 1984 arbeiteten). Als Jude hatte er Schwierigkeiten, eine Anstellung zu bekommen. 1977 bis 1985 forschte er am Institut für Geowissenschaften der Sowjetischen Akademie der Wissenschaften und danach bis 1990 am Wissenschaftlichen Rat für Kybernetik der Akademie der Wissenschaften. 1980 bis 1982 unterrichtete er an der illegalen jüdischen Universität von Bella Subbotowskaja am Öl- und Gasinstitut (Kerosinska). 1990/91 war er Gastprofessor an der Cornell University und ab 1991 Associate Professor.
Ab 1993 war er Professor an der Northeastern University.
Er war unter anderem Gastwissenschaftler am Mittag-Leffler-Institut, an der Universität Bielefeld, an der Universität Leiden, am MIT, an der Universität Warwick, am Isaac Newton Institute, am Erwin-Schrödinger-Institut für Mathematische Physik in Wien, am Institut Fourier in Grenoble, am MSRI (Eisenbud Professur), an der Universität Basel und am Hausdorff-Zentrum der Universität Bonn.
Nach ihm und Joseph Bernstein ist die Bernstein-Zelevinsky-Klassifizierung der Darstellung p-adischer Gruppen benannt.
Mit Sergey Fomin (* 1958) führte er 2002 Cluster-Algebren ein.
1998 war er Invited Speaker auf dem Internationalen Mathematikerkongress in Berlin (Multisegment duality, canonical basis and total positivity). Er war Fellow der American Mathematical Society. Für 2018 erhielt er den Leroy P. Steele Prize for Seminal Contribution to Research der American Mathematical Society (posthum).

## Schriften
- Representations of Finite Classical Groups. A Hopf Algebra Approach (= Lecture Notes in Mathematics. 869). Springer, Ber.in u. a. 1981, ISBN 3-540-10824-6.
- Mit Israel M. Gelfand, Michail M. Kapranov: Discriminants, Resultants and Multidimensional Determinants. Birkhäuser, Boston MA u. a. 1994, ISBN 0-8176-3660-9.
- What is a cluster algebra? In: Notices of the American Mathematical Society. Band 54, Nr. 11, 2007, S. 1494–1495, (PDF).